# Lacul Belciug
Lacul Belciug este o arie protejată de interes național ce corespunde categoriei a I-a IUCN (rezervație naturală strictă de tip mixt), situată în județul Tulcea pe teritoriul administrativ al comunei Sfântu Gheorghe.

## Localizare
Aria naturală se află în extremitatea central-estică a județului Tulcea (în partea sud-estică a Deltei Dunării) în lunca  dreaptă a Brațului Sfântul Gheorghe, pe teritoriul vestic al satului Sfântu Gheorghe.

## Descriere
Rezervația naturală cu o suprafață de 110 ha. a fost declarată arie protejată prin Legea Nr.5 din 6 martie 2000, publicată în Monitorul Oficial al României, Nr.152 din 12 aprilie 2000 (privind aprobarea Planului de amenajare a teritoriului național - Secțiunea a III-a - zone protejate) și este inclusă în Parcul Național Delta Dunării (rezervație a biosferei) aflat pe lista patrimoniului mondial al UNESCO.

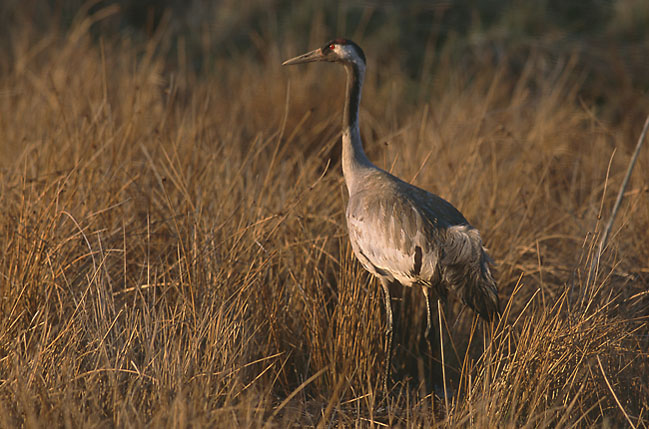
Cocor (Grus grus)

Aria naturală reprezintă o zonă depresionară umedă (dune de nisip, lacuri cu apă dulce, stuf și păpuriș) aflată în partea sudică a ultimei meandre a Brațului Sfântul Gheorghe, înainte de vărsarea acestuia în Marea Neagră. 
Rezervația adăpostește și asigură condiții de cuibărit și hrană pentru mai multe  păsări migratoare, de pasaj sau sedentare, cu specii de: stârc roșu (Ardea purpurea), stârc galben (Ardeola ralloides), pelican creț (Pelecanus crispus), pelican comun (Pelecanus onocrotalus), lebădă (Cignus cygnus), lopătar (Platalea leucorodia) sau cocor (Grus grus).
Lacul Belciug oferă de hrană și condiții prielnice de reproducere pentru mai multe specii de pești din ihtiofauna României, printre care: lin (Tinca tinca), caracudă (Carassius carassius), crap (Cyprinus carpio), știucă (Esox lucius), biban (Perca fluviatilis), văduviță (Leuciscus idus) sau plătică (Abramis brama)